# Stade des Alpes
El Stade des Alpes es un estadio de fútbol de ubicado en la ciudad de Grenoble, región Auvernia-Ródano-Alpes, Francia. El estadio fue inaugurado en 2008 y cuenta con un aforo para 20 068 espectadores, es utilizado por el Grenoble Foot 38 de la Ligue 2 y el FC Grenoble Rugby del Top 14 de rugby. Reemplazó al Stade Lesdiguières.

## Características
El Stade des Alpes fue diseñado por Atelier d'architecture Chaix & Morel et associés, tiene una morfología inglesa, es decir, que favorece la proximidad entre jugadores y espectadores.
La distancia desde la parte inferior de la grada con la línea de banda es de tan solo 8 metros.
Su objetivo es proporcionar de un estadio acorde con una aglomeración urbana de 500 000 habitantes, comparable con los equipos de las ciudades de tamaño similar.
Está diseñado para acoger encuentros de fútbol, rugby o eventos culturales espectaculares.
Por lo tanto, cumple las normas de internacionales de fútbol, que permite a los clubes locales como el Grenoble Foot 38 disputar la Ligue 1.

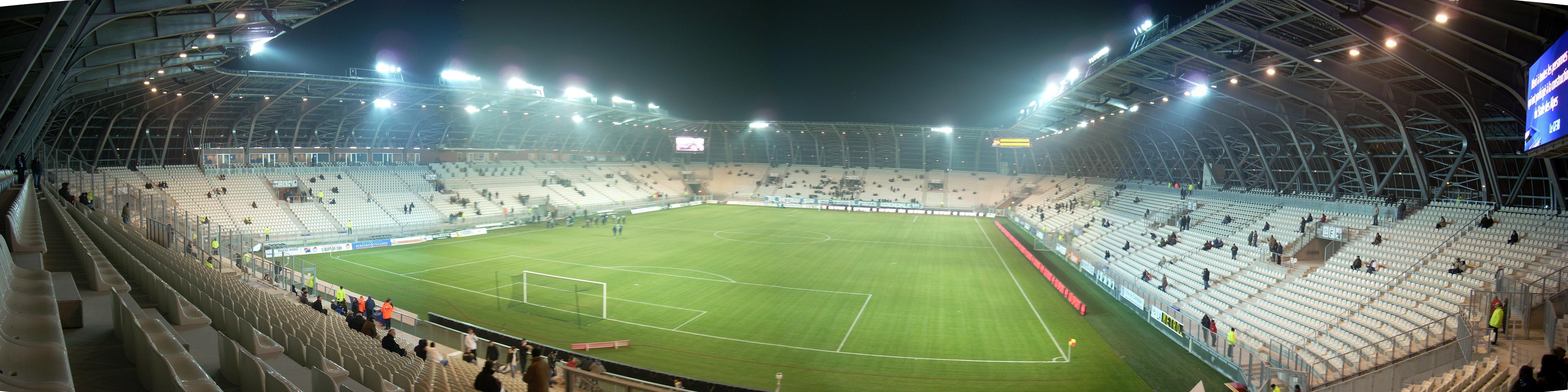
Panorámica del estadio.

## Eventos disputados

### Copa Mundial Femenina de Fútbol de 2019
- El estadio albergó cinco partidos de la Copa Mundial Femenina de Fútbol de 2019
| Fecha               | Selección #1 | Resultado | Selección #2  | Ronda                 | Espectadores |
| ------------------- | ------------ | --------- | ------------- | --------------------- | ------------ |
| 9 de junio de 2019  | Brasil       | 3 - 0     | Jamaica       | Primera fase, Grupo C | 17 668       |
| 12 de junio de 2019 | Nigeria      | 2 - 0     | Corea del Sur | Primera fase, Grupo A | 11 252       |
| 15 de junio de 2019 | Canadá       | 2 - 0     | Nueva Zelanda | Primera fase, Grupo E | 14 856       |
| 18 de junio de 2019 | Jamaica      | 1 - 4     | Australia     | Primera fase, Grupo C | 17 402       |
| 22 de junio de 2019 | Alemania     | 3 - 0     | Nigeria       | Octavos de final      | 17 988       |